# Championnats d'Europe d'athlétisme jeunesse 2020
 (décembre 2021).
Navigation
Édition précédente Édition suivante
La 3e édition des Championnats d'Europe d'athlétisme jeunesse (en anglais, European Athletics Youth Championships 2020) devait se dérouler en juillet 2020 à Rieti. Reportés, ces championnats commenceront en août 2021.
Cette édition concernera les athlètes âgés de moins de 18 ans et a été attribuée le 23 avril 2016 par l'Association européenne d'athlétisme à la ville du Latium, en légère altitude.